# Temelucha quebecensis
Temelucha quebecensis är en stekelart som beskrevs av Dasch 1979. Temelucha quebecensis ingår i släktet Temelucha och familjen brokparasitsteklar. Inga underarter finns listade i Catalogue of Life.